# خوسه گارسیا (بازیکن هاکی روی چمن)
خوسه گارسیا (اسپانیایی: José García‎؛ زادهٔ ۲۸ سپتامبر ۱۹۵۲) بازیکن هاکی روی چمن اهل اسپانیا بود.